# Birgitta Svendén
Kersti Birgitta Svendén, född Lundberg den 20 mars 1952 i Porjus i Jokkmokks församling, är en svensk operasångerska (alt/mezzosopran) och operachef.

## Biografi
Birgitta Svendén, som är född i Porjus och uppvuxen i Vuollerim, studerade bland annat vid Operahögskolan i Stockholm. År 1985 debuterade hon på operan i Nice, där hon sjungit roller som Carmen, Erda och Anna (Trojanerna).
Åren 1988–1989 debuterade hon på Metropolitan i New York, där hon medverkat i produktioner som  Nibelungens Ring, Spader dam, Rigoletto, Mästersångarna i Nürnberg med flera. 1990 gjorde hon sin London-debut på Covent Garden som Erda.
Hon har gjort en internationell karriär i första hand som Wagnersångerska och har förutom vid Bayreuthfestspelen varit flitigt engagerad vid flera av världens stora operascener. Hon har även framgångsrikt gestaltat titelrollen i en nyuppsättning av Bizets opera Carmen på Kungliga Operan, där hon under många år var anställd. Hennes senaste framträdande där skedde med titelrollen i Hans Gefors opera Christina 2004. Hon innehar sedan 2001 tallrik 15 i Gastronomiska akademien.
År 2005–2009 var Svendén rektor för Operahögskolan i Stockholm. Hösten 2009 tillträdde hon som operachef vid Kungliga Operan och är från och med februari 2010 även dess VD.

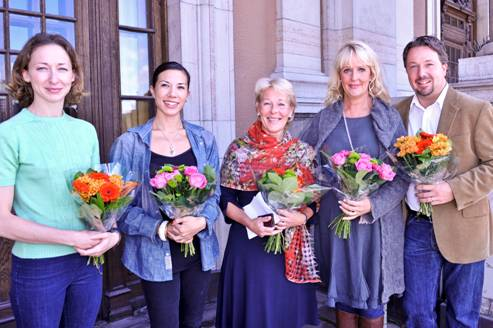
Dansarna Nadja Sellrup och Gina Tse med operachef Birgitta Svendén och vokalisterna Marianne Eklöf och Jesper Taube 2010.

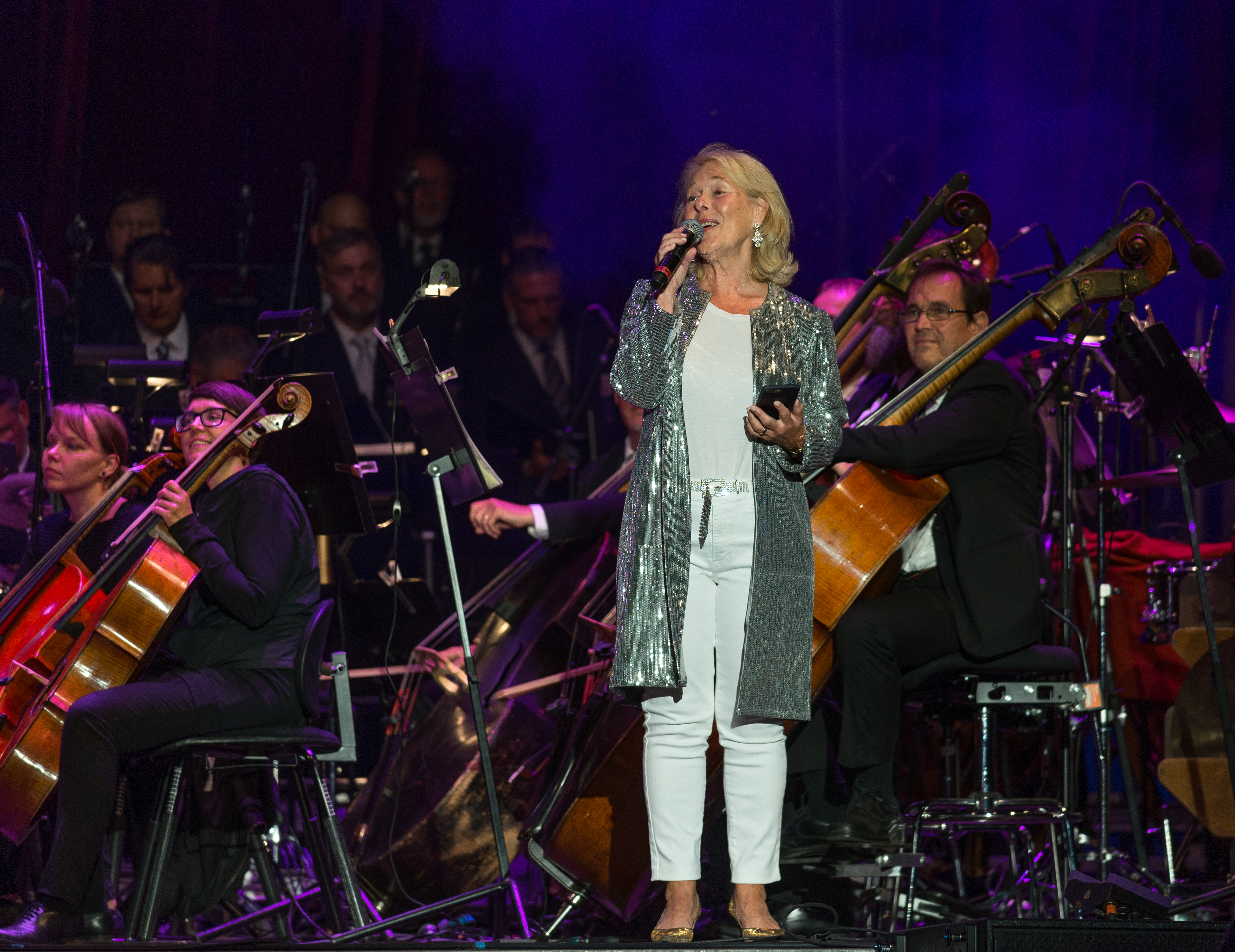
Birgitta Svendén med Kungliga Hovkapellet 2019.

År 2012 var hon sommarpratare i P1.

## Priser och utmärkelser
- 1995 – Hovsångerska
- 1998 – Ledamot nr 920 av Kungliga Musikaliska Akademien
- 2004 – Hedersdoktor vid Luleå tekniska universitet
- 2008 - H.M. Konungens medalj, 8:e storleken i serafimerordens band.
- 2010 – Medaljen för tonkonstens främjande[4]
- 2013 – Hedersdoktor vid Mälardalens högskola[5]
- 2015 – Stockholms stads Bellmanpris

## Diskografi (urval)
- Erda i Wagners Das Rheingold och Siegfried. Bayreuth. Dir. Daniel Barenboim. Teldec 0630-10010-2.
- Grimgerde i Wagners Die Walküre. Bayreuth. Dir. Daniel Barenboim. Teldec 0630-10010-2.
- Första Nornan i Wagners Götterdämmerung. Bayreuth. Dir. Daniel Barenboim. Teldec 0630-10010-2.
- Första Nornan i Wagners Die Götterdämmerung. Bayreuth 2007. Dir. James Levine. DVD. DG. (www.amazon.co.uk). Läst 4 februari 2013.
- Wagner, Richard, Die Götterdämmerung. Bayreuth 30 juli 1983. Behrens, Jung, Haugland, Fassbaender, Barstow, Becht, Evans, Svendén, Gjevang; dir. G.Solti (4 CD). Premiere Opera 2510-4. (www.premiereopera.com). Läst 8 januari 2013.
- Erda i Wagners Das Rheingold och Siegfried. Metropolitan Opera. DG 471 678-2. Svensk mediedatabas.
- Magdalene i Wagners Mästersångarna i Nürnberg. Bayreuth. Dir. Horst Stein. DVD. DG. (www.amazon.com). Läst 8 januari 2013.
- Magdalene i Wagners Mästersångarna i Nürnberg. Bayreuth. Dir. Daniel Barenboim. Teldec	2564 67899-9. (www.amazon.com). Läst 8 januari 2013.
- Söderman, August, Catholic mass; Die Wallfahrt nach Kevlaar. Sterling CDS-1030-2.
- Söderman, August, Katolsk mässa. Med Ann-Christine Biel, Per Arne Wahlgren, Curt Appelgren. Musikhögskolans symfoniorkester. Dir. Per Borin. Caprice CAP 1306. Svensk mediedatabas.
- Alfvén, Hugo, The Lord's Prayer. Dir. Gustaf Sjökvist. Norrköping Symphony Orchestra, Stockholm Cathedral Choir, Stockholm Motet Choir, Birgitta Svendén, Rolf Leanderson, Iwa Sörenson, Christer Solén. Bluebell ABCD 025.
- Rangström, Ture, Sånger/Songs. Med Håkan Hagegård; Thomas Schuback, piano. Musica Sveciae MSCD 629. Svensk mediedatabas.
- Gefors, Hans, Christina-scener. Ur operan Christina av Hans Gefors. Phono Suecia PSCD 73. Svensk mediedatabas.
- Wagner, Richard, Der fliegende Holländer. (Gesamtaufnahme). James Morris, Deborah Voigt, Ben Heppner, Jan-Hendrik Rootering, Paul Groves, Birgitta Svendén. Dir. James Levine. Sony Classical S 2 K 66342 (01-066342-10/1, 01-066342-10/2). Svensk mediedatabas.
- Första Nornan i Wagner, Die Götterdämmerung [Hybrid SACD]. Netherlands Philharmonic Orchestra, dir. Hartmut Haenchen; Alexandra Coku, Birgitta Svendén, Elena Zhidkova, Gunter Von Kannen, Irmgard Vilsmaier, Kurt Rydl, Linda Watson, Michaela Schuster, Robert Bork, Stig Fogh Andersen. Etcetera ETC 5503 (4 CD).
- Musica Sveciae. Highligts. Musica Sveciae MSCD 902.
- Mary i Den flygande holländaren. Dir. Nelsson. Paris, 2002. Premiere Opera 3954-2.(www.premiereopera.com). Läst 8 januari 2013.
- Beethoven, Symphony No. 7; Wagner, Siegfried, 3rd Act. Dir. James Levine, Munich Philharmonic Orchestra, Ben Heppner, Birgitta Svendén, Linda Watson. Oehms. (www.amazon.com). Läst 8 januari 2013.
- Debussy, Pelléas och Mélisande. Dir. Armain Jordan. Madrid, 2002. Premiere Opera 7109-3. (www.premiereopera.com).
- Tchaikovsky, Spader dam. Metropolitan Opera, 1996. House of Opera CD11123. (www.operapassion.com).
- Olga i Tchaikovsky, Eugen Onegin. Metropolitan Opera, 1992. House of Opera CD85928. (www.operapassion.com).
- Olga i Tchaikovsky, Eugen Onegin. Kungliga hovkapellet, Stockholm. Dir. Sixten Ehrling. 1982. Med Håkan Hagegård, Jadwiga Koba, Helge Brilioth m.fl. House of Opera CD11050. (www.operapassion.com).
- Clairon i Strauss, Richard, Capriccio. Dir.Leif Segerstam. Stockholm, 1999. House of Opera CD88967. (www.operapassion.com).
- Page i Richard Strauss, Salome. Stockholm, 1984. House of Opera CD10898. (www.operapassion.com).
- Rangström, Ture, Sånger. Med Håkan Hagegård. Thomas Schuback, piano. Musica Sveciae MSCD 629. Svensk mediedatabas.
- Sandström, Sven David, Requiem. Caprice CAP 22027-1--22027-2. Svensk mediedatabas.
- Grands lieder. Sånger av Mahler, Elgar och Zemlinsky. Orchestre Philharmonique de Nice. Dir. John Carewe. 1991. Forlane UCD 16642. Svensk mediedatabas.
- Upptäckter. Med Iwa Sörenson. Lennart Hedwall, piano. Bluebell of Sweden Bell 201. Svensk mediedatabas.
- Svensk opera. Kungliga hovkapellet. Operakören. Dir. Sixten Ehrling. 1983. Caprice CAP 1262. Svensk mediedatabas.
- Metropolitan Opera gala 1991 : 25th anniversary at Lincoln Center. Dir. James Levine. VHS. Deutsche Grammophon 072 428-3. Svensk mediedatabas.

## Konsertanta framföranden
- Beethoven, Missa solemnis. Valencia, 2000. House of Opera CD83671. (www.operapassion.com)
- Mendelssohn, Elias. Dir. Kurt Masur. Paris, 2003. Premiere Opera 8151-2. (www.premiereopera.com).